# Новоуразаєво (Балтачевський район)
Новоураза́єво (рос. Новоуразаево, башк. Яңы Уразай) — присілок у складі Балтачевського району Башкортостану, Росія. Входить до складу Кунтугушевської сільської ради.
Населення — 44 особи (2010; 54 у 2002).
Національний склад:
- башкири — 57 %
- марійці — 30 %